# Sokol Altius
Il Sokol Altius (in cirillico: Сокол Альтиус) è un velivolo da combattimento senza pilota (UCAV) di fabbricazione russa, appartenente alla categoria dei droni MALE (Medium Altitude, Long Endurance) da 5-7 tonnellate, capaci di voli di lunga durata a medie altitudini, e sviluppato dall'OKB Sokol per svolgere missioni di ricognizione, attacco al suolo e di guerra elettronica.
L'Altius è paragonabile, per capacità e classe di peso, ai velivoli senza pilota statunitensi RQ-9 Reaper ed RQ-4 Global Hawk.
Ordinato dalle forze aerospaziali e dalla marina russe, ne sono stati prodotti 3 prototipi, l'ultimo dei quali ha effettuato il primo volo nell'agosto del 2019.
L'entrata in servizio è prevista per il 2021, anno in cui sono programmate le consegne dei primi esemplari di serie.

## Sviluppo
Iniziato nell'ottobre 2011, il programma Altius è stato avviato a seguito dell'assegnazione di una commessa da parte del ministero della Difesa russo del valore di 3 miliardi di rubli. Il programma ha sviluppato 3 dimostratori: il primo, denominato Altair, è stato presentato nel 2014 ed ha volato per la prima volta nel 2016; il secondo prototipo, l'Altius-M, è stato avvistato per la prima volta nel 2017. Infine, il terzo dimostratore, chiamato Altius-U, è considerato l'evoluzione finale del progetto ed ha effettuato il suo primo volo nel 2019.
A causa delle sanzioni comminate dalla comunità internazionale alla Russia per la crisi Ucraina del 2014, lo sviluppo dell'Altius ha sofferto di numerosi ritardi ed aumenti dei costi legati al dover sostituire numerose parti di fabbricazione straniera con elementi realizzati dall'industria nazionale russa. Inoltre, nell'aprile 2018 l'OKB Sokol finì suo malgrado sotto i riflettori a causa dell'arresto del CEO dell'azienda, sospettato di essersi indebitamente appropriato di svariati milioni di rubli stanziati per lo sviluppo del drone.
Nel giugno del 2021 viene testato con successo, per la prima volta, nel ruolo di velivolo da attacco al suolo.

## Caratteristiche
L'Altius è costruito sulla base di un design molto comune fra i droni da ricognizione, ossia un'ala molto più lunga della fusoliera, una coda con forma a V, una sezione anteriore molto voluminosa in cui sono stipate le apparecchiature elettroniche ed un carrello triciclo retrattile.
Ampio il ricorso a materiali compositi per realizzarne la fusoliera, mentre i 2 motori turboelica VK-800C del Klimov Design Bureau, sono collocati in due gondole sub-alari e sostituiscono i precedenti propulsori di fabbricazione francese.

## Versioni
Altair
Primo prototipo
Altius-M
Secondo prototipo
Altius-U
Ultimo dimostratore tecnologico il cui design fissa i requisiti delle unità che verranno prodotte in serie
Altius-RU
Versione definitiva per le forze armate russe.

## Operatori
Russia
Nel 2021, ordinato un primo lotto di prova

## Velivoli comparabili
Russia
- Kronstadt Orion

 Stati Uniti
- MQ-9 Reaper
- RQ-4 Global Hawk